# Ignacio Aguirre
Ignacio Aguirre, né le 23 décembre 1900 à San Sebastián del Oeste et mort le 11 juillet 1990 à Mexico, est un peintre et graveur mexicain.

## Biographie
Ignacio Aguirre naît le 23 décembre 1900 à San Sebastián del Oeste, fils d'Ignacio Aguirre de Santiago et de Delfina Camacho.
Ignacio Aguirre combat sous les ordres de Venustiano Carranza contre Pancho Villa pendant la Révolution mexicaine de 1915 à 1917. Il travaille ensuite comme trieur dans plusieurs mines, puis il participe au soulèvement de 1920, en faveur d'Álvaro Obregón. Il s'inspire des œuvres de ses amis Julio Castellanos (es) et Manuel Rodríguez Lozano et commence à étudier la peinture avec eux et Diego Rivera. De 1921 à 1929, il travaille au Secrétariat aux Communications et aux Transports du Mexique puis au secrétariat privé du président,.
En 1928, il rejoint la troupe Teatro Ulises (es), où il travaille comme scénographe. Après 1931, il enseigne le dessin et la peinture à l'université nationale du Mexique et à l'Instituto Nacional de Bellas Artes y Literatura (es). Il est membre fondateur de la Liga de Escritores y Artistas Revolucionarios (es) en 1934, et en 1937 du Taller de Gráfica Popular, dont il devient directeur en 1953. Il est également membre du Salón de la Plástica Mexicana (es) et travaille plus longtemps avec Pablo O'Higgins et Alfredo Zalce,.
En 1940, 1942, 1944 et 1948, ses œuvres sont exposées à New York. Avec d'autres artistes, il fonde le collectif d'artistes Frente Nacional de Artes Plásticas en 1952. Sa plus importante exposition a lieu avec ce collectif en 1956-1957, en Europe de l'Est. Au Mexique, il présente une exposition intitulée « La China, nueva vista por un mexicano » (La Chine, un nouveau regard par un Mexicain).
Il réalise des gravures sur bois, des huiles, des dessins de tapisserie, des gravures en taille-douce, des aquarelles et des dessins au crayon. Ses œuvres les plus politiques, en taille-douce, comprennent des œuvres telles que El Regreso del Bracero, Campesinos, Adelita et Zapata. Parmi ses paysages importants, citons Paisaje de Morelia, Manzanillo, 1966 et Paisaje Mexicano, 1976. Ses œuvres ont des lignes solides et des couleurs intenses favorisant le vert, le jaune, le rose, le bleu et le rouge. Il privilégie les scènes rurales et folkloriques.